# Jair de Jesús Pereira
No confundir con el también futbolista y entrenador brasileño Jair Pereira.
Jair de Jesús Pereira es un exfutbolista brasileño. 
Vistió las camisetas de diversos clubs, entre los que se encuentran el Fluminense Football Club, los Leones Negros de la Universidad de Guadalajara, el Club Rosario Central y el Tampico Madero Fútbol Club. Jugó en Italia y fue entrenador del Cruzeiro Esporte Clube. 

## Clubs
- Fluminense Football Club (1969-1973)
- Leones Negros de la Universidad de Guadalajara (1974-1977)
- Club Rosario Central (1977-1978)
- Club Deportivo Tampico A.C. (1978-1979)
- No fue entrenador del Cruzeiro Esporte Clube y del Atlético Madrid

| Predecesor: Carlos Báez Vargas | Director técnico de Cerro Porteño 1998-1999 | Sucesor: Carlos Báez Vargas |